# Lăng mộ của giáo hoàng đối lập Gioan XXIII

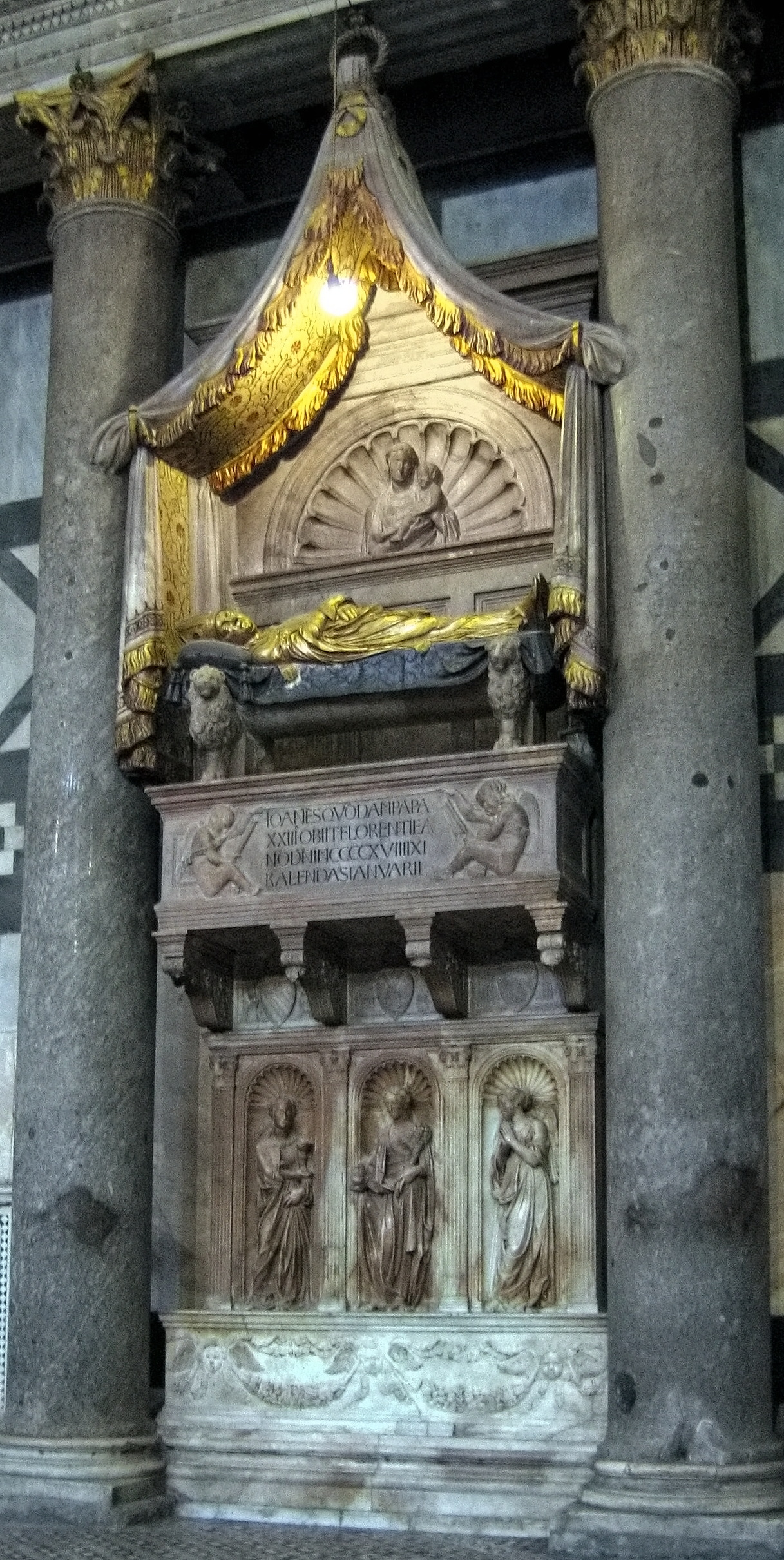
Lăng mộ của Giáo hoàng đối lập Gioan XXIII

Lăng mộ của Giáo hoàng đối lập Gioan XXIII là một lăng mộ được xây bằng đá cẩm thạch và đồng của Giáo hoàng đối lập Gioan XXIII (Baldassare Cossa, 1360 – 1419), được tạo ra bởi Donatello và Michelozzo cho lễ rửa tội Florence cùng với Firenze. Nó được ủy quyền bởi những người có nhiệm vụ thực hiện di chúc của Cossa sau khi ông qua đời vào ngày 22 tháng 12 năm 1419 và hoàn thành vào những năm 1420, biến nó thành một trong những địa danh đầu tiên thời Phục hưng của Florence. Theo Ferdinand Gregorovius, ngôi mộ là "đồng nhất với các ngôi mộ của Ly giáo Tây phương trong nhà thờ và ngôi mộ cuối cùng của đức giáo hoàng bên ngoài Roma".
Cossa đã có một thời gian lâu dài tại Firenze, nơi nhiều người đã công nhận ông là một giáo hoàng hợp pháp một thời gian trong thời kỳ Ly giáo Tây phương. Lăng mộ thường được hiểu là một nỗ lực để tăng cường tính hợp pháp của giáo hoàng Cossa bằng cách liên kết ông ta với địa điểm linh thiêng mạnh mẽ của Bí tích Rửa tội. Các thứ gợi lên những biểu tượng của đức giáo hoàng trên ngôi mộ và các mối liên kết giữa Cossa và Firenze đã được hiểu như là một điều sỉ nhục cho người kế nhiệm Cossa của Giáo hoàng Martin V hoặc gián tiếp "tôn vinh nhà Medici", với một ngôi mộ như vậy sẽ bị coi là không thể chấp nhận đối với một người Firenze.
Thiết kế của di tích lăng mộ bao gồm các hình tượng của Ba đức hạnh trong các hốc, cánh tay của gia đình Cossa, một hình nộm bằng đồng mạ vàng được đặt bên trên một chiếc quách mang dòng chữ được treo trên giá đỡ, và trên đó là Madonna và Đứa trẻ trong một cửa sổ hình bán nguyệt. Vào thời điểm hoàn thành, công trình là tác phẩm điêu khắc cao nhất ở Firenze, và là một trong số rất ít ngôi mộ trong Bí tích Rửa tội hoặc Duomo gần đó. Lăng mộ là khởi đầu cho sự hợp tác giữa Donatello và Michelozzo, và sự quy nạp các yếu tố khác nhau của nó đã được các nhà sử học nghệ thuật tranh luận, cũng như các diễn giải về thiết kế và biểu tượng của nó.

## Antipope John XXIII

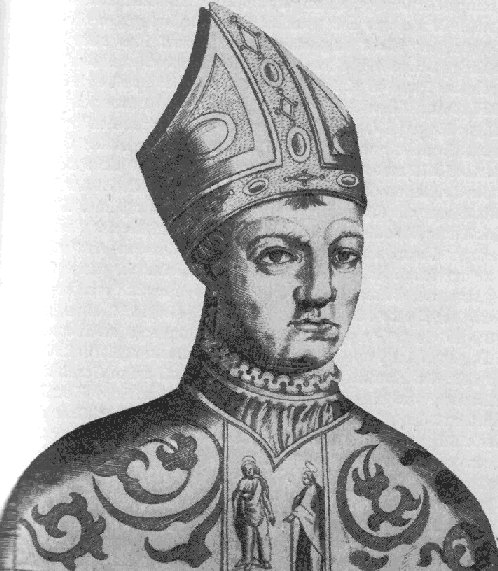
Giáo hoàng đối lập Gioan XXIII

Giáo hoàng đối lập Gioan XXIII có một cuộc sống phức tạp, những di sản và mối quan hệ với thành phố Florence. Baldassare Cossa là một nhà quý tộc Napoli lớn lên ở Bologna. Giáo hoàng Bônifaciô IX đã nâng Cossa lên Tổng giáo phận Bologna năm 1396 và đưa ngài trở thành hồng y vào năm 1402. Sau Công đồng Pisa năm 1409, Cossa khuyến khích cuộc nổi loạn chống lại Giáo hoàng Grêgôriô XII, và ông từ chối từ chức. Cossa đã bị tước hồng y, nhưng nó đã được lập lại bởi Giáo hoàng đối lập Alexanđê V, người đã được bầu bởi hội đồng.
Cossa đã lên kế vị Alexander V với tên Gioan XXIII vào năm 1410. Gioan XXIII được thừa nhận là giáo hoàng của Pháp, Anh, Bohemia, Phổ, Bồ Đào Nha, một phần của Đế quốc La Mã thần thánh, và nhiều quốc gia thành phố Bắc Ý, bao gồm Florence và Venice. Tuy nhiên, Giáo hoàng đối lập Biển Đức XIII được coi là giáo hoàng của vương quốc của Aragon, Castila, Scotland và Gregory XII vẫn công nhận bởi Ladislaus Naples, Carlo tôi Malatesta, các hoàng tử xứ Bavaria, Louis III, cử tri của Palatinate, một phần của Đức và Ba Lan.
Khi Ladislaus của Napoli chinh phục Roma vào năm 1413, Gioan XXIII buộc phải chạy trốn đến Florence. Anh ta bị Hoàng đế Sigismund buộc phải thuyết phục hội đồng hiến pháp vào năm 1414, mặc dù khi mối đe dọa giáo hoàng của ông ta và có thể thân phận của ông ta trở nên rõ ràng, ông ta đã bỏ trốn vào năm 1415. Mặc dù ông ta mong đợi sự ra đi của mình sẽ giải tán hội đồng, nhưng các thành viên mà ông ta kêu gọi tham gia cùng anh ta dưới sự bảo vệ của Frederick IV, họ vẫn tiếp tục hoạt động ở nơi họ đang ở. Khi Gioan XXIII cố gắng tiến về lãnh thổ của Gioan II, Công tước xứ Burgundy, Frederick IV đã đầu hàng ông ta để giam giữ Sigismund và Hội đồng và ông ta đã bị Louis III giam cầm.
Trong khi đó, Hội đồng đã phế truất Gioan XXIII vào ngày 29 tháng 5 năm 1415 và bầu Đức Giáo hoàng Martin V vào ngày 11 tháng 11 năm 1417; Martin V đã tiếp tục đến Florence vào tháng 2 năm 1419. Cossa được Cộng hòa Florence chuộc lại vào năm 1419 (Louis III đã từ bỏ sự trung thành của Sigismund vào năm 1417), khi được dàn dựng bởi Giovanni di Bicci de' Medici. Tiền chuộc của ông ta có thể là hành động trả ơn cho sự giúp đỡ trong quá khứ của Florence, hoặc là hành động để gây áp lực với Martin V (vẫn ở Florence, ông ta sẽ đến Roma vào tháng 9 năm 1420), hoặc cả hai. Cossa đã giúp Florence chinh phục Pisa vào năm 1405 với tư cách là người thừa kế của Giáo hoàng tại Bologna và, với tư cách là giáo hoàng, đã chỉ định ngân hàng Medici làm tổng lưu ký cho tài chính của giáo hoàng.
Tại Florence, Cossa đệ trình lên Martin V vào ngày 14 tháng 6 năm 1419 và được thưởng một chiếc mũ hồng y vào ngày 26 tháng 6, không lâu sau đó ông mất vào ngày 22 tháng 12  Mặc dù được trao danh hiệu Giám mục Hồng y Tusculum, Cossa còn tự gọi mình là "Hồng y Florence".

### Tang lễ
Thi hài của Cossa đã được chuyển đến Lễ rửa tội và tang lễ kéo dài 9 ngày theo quy định của Ordo Romanus, được giới thượng lưu tại Florentine tham dự. Thi hài của Cossa được trao vương miện với một chiếc mũ trắng với chiếc mũ hồng y dưới chân trên bia tang lễ trong các nghi lễ, diễn ra hoàn toàn trong Phép Rửa tội và Duomo. Ba ngày đầu tiên của các nghi lễ được tổ chức lần lượt với vai trò là hồng y và giáo hoàng của Cossa, vai trò là đồng minh của Florence và tư cách là một công dân bình thường. Ông đã được chôn cất tạm thời cho đến khi lăng mộ hoàn thành.

## Bàn bạc

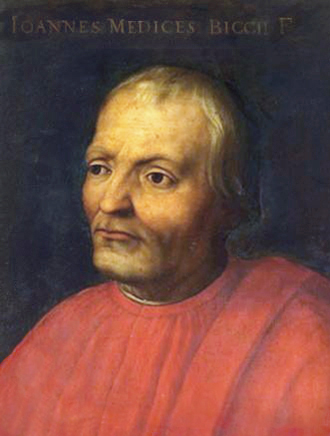
Giovanni di Bicci de' Medici, một trong những người thực hiện di chúc của Cossa

Việc xây dựng lăng mộ của Cossa đã được đàm phán trong khoảng một thập kỷ sau cái chết của Cossa. Di chúc cuối cùng và bản di chúc của Cossa đã được viết vào ngày 22 tháng 12 năm 1419. Các cuộc điều tra đối với cháu trai của ông được đặt lên hàng đầu, tài sản của ông vẫn bị tranh chấp bởi các chủ nợ khác nhau trong khi ngôi mộ đang được hoàn thành.
Cossa đã chỉ định bốn người Florentines nổi bật làm người giám sát của mình: Bartolommeo di Taldo Valori, Niccolò da Uzzano, Giovanni di Bicci de' Medici và Vieri Guadagni, cho phép bất kỳ hai trong số những người thực hiện thay mặt cho cả bốn người, như Valori và Medici đã làm. Valori qua đời vào ngày 2 tháng 9 năm 1427, khi đó Guadagni cũng đã qua đời và Uzzano đã bỏ mặc từ lâu, để lại công việc ủy thác còn lại hoàn toàn cho Giovanni, hoặc nhiều khả năng là Cos Cosimo de 'Medici.
Những người thực hiện di chúc tuyên bố rằng Cossa đã tiết lộ mong muốn được chôn cất trong Bí tích Rửa tội cho họ nhưng đã quá khiêm tốn để yêu cầu điều đó trong di chúc của mình. Hầu hết các học giả sau này chấp nhận lời chứng này của những người thi hành, gán cho Cossa "chiến thuật khiêm tốn", mặc dù ít nhất một người đã tuyên bố rằng những người thi hành đã chọn địa điểm Rửa tội chống lại mong muốn của Cossa.
Hồ sơ tài liệu cho thấy, vào ngày 9 tháng 1 năm 1421, Palla Strozzi đã thay mặt cho Arte di Calimala, chịu trách nhiệm bảo trì Bí tích Rửa tội, đã ủy quyền cho một tượng đài "breve et honissima " ở Bí tích Rửa tội, nhưng không phải là nhà theo nguyệnevọng và o yêu cầu của Cos.aCácọnhà sử học g hiện tại chấp nhận khẳng định của Strozzi rằng chôn cất trong Bí tích Rửa tội là một vinh dkhá lớnkể, có lẽ vượt xa địa vị của Cossa. Sau cuộc họp này, không có hồ sơ nào còn tồn tại từ Calimala liên quan đến ngôi mộ vì phần lớn tài liệu từ những năm 1420 đã bị mất, mặc dù các ghi chú của Senatore Carlo Strozzi, người đã đi qua các hồ sơ, vẫn còn tồn tại.
Theo truyền thống của Calimala được giải thích theo truyền thống của Cossa về việc di tích ngón trỏ phải của John the Baptist (và 200   florins cho một thánh tích thích hợp) để Rửa tội. Với ngón tay này, John được cho là đã chỉ vào Chúa Giêsu, nói rằng " Ecce Agnus Dei " ("Kìa con chiên của Thiên Chúa") trong John 1:29. Lịch sử lâu dài và phức tạp của di tích sẽ chỉ làm tăng tình trạng huyền thoại của ngón tay: Philotheus Kokkinos, tộc trưởng Constantinople đã trình bày nó vào năm 1363 cho Giáo hoàng Urban V, người đã chuyển nó cho người kế vị của ông là Gregory XI và Urban VI, người bị phế truất nó trong cuộc bao vây Nraf, sau đó John XXIII đã mua nó với giá 800   florins và đeo nó trên người của mình trước khi giấu nó trong tu viện Santa Maria degli Angeli.

## Hoàn thành

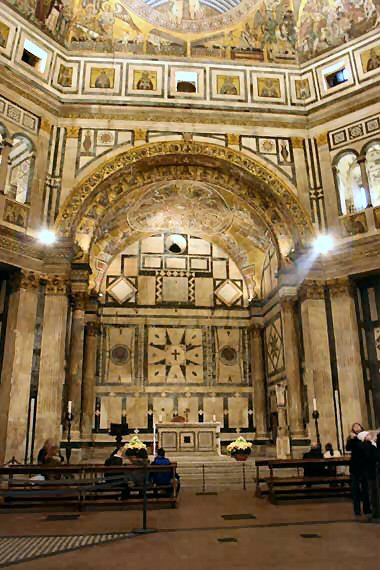
Lăng mộ được thiết kế để tích hợp với nội thất của Bí tích Rửa tội Florence.

Thời gian hoàn thành của di tích lăng mộ không được biết chính xác, nhưng các phần có thể được xác định từ nhiều nguồn khác nhau. Theo tài liệu tham khảo thông qua của một công chứng viên Florentine, vào năm 1424 (theo lịch Florentine), một phần của ngôi mộ đã được lắp đặt. Michelozzo's Catasto từ tháng 7 năm 1427 chỉ ra rằng Michelozzo đã là đối tác của Donatello trong khoảng hai năm (" do anni o incircha ") và 3/4 của 800   ngân sách florin đã được chi tiêu. Để hài hòa các tài khoản này, người ta phải kết luận rằng niên đại của Michelozzo không chính xác, Donatello đã nhận được hoa hồng trước khi quan hệ đối tác được hình thành, hoặc ngày 1424 trong lịch Florentine rơi vào năm 1425 trong lịch hiện đại.
Vào ngày 2 tháng 2 năm 1425, Bartolomeo Valori và Cosimo de 'Medici đã yêu cầu 400 trong số 800   florin đã được ký gửi với Calimala, có khả năng cho công việc đã hoàn thành. Khoản tiền gửi này là bảo hiểm trong trường hợp những người thi hành bỏ lại ngôi mộ còn dang dở và Calimala buộc phải trả tiền cho việc hoàn thành nó, vì nó đã bị bắt buộc phải sử dụng bằng ngón tay. Yêu cầu này cũng là bằng chứng trực tiếp nhất cho sự liên quan của Cosimo với việc vận hành. Bất chấp tài liệu này, tuyên bố của Vasari trong Vite năm 1550 rằng Cosimo chịu trách nhiệm xử lý hoa hồng đã bị nghi ngờ.
Có thể là chiếc quách được cài đặt vào hoặc ngay trước ngày 2 tháng 5 năm 1426, khi Calimala ký hợp đồng cho hai giáo sĩ nói một khối lượng hàng ngày cho linh hồn của Cossa. Các hồ sơ của hội thảo Duomo chỉ ra rằng vào ngày 28 tháng 1 năm 1427 Valori đã mua bốn khối đá cẩm thạch trắng cho ngôi mộ.
Ngày hoàn thành chính xác vẫn chưa được xác định nhưng một câu cuối cực đoan được đưa ra bởi cái chết vào năm 1431 của Giáo hoàng Martin V, người được biết là đã đến thăm ngôi mộ đã hoàn thành; các yếu tố khác có thể đẩy quark ante quem trở lại đáng kể vào những năm 1420. Dấu hiệu đáng tin cậy nhất là vào tháng 9 năm 1428 Jacopo della Quercia trở lại Bologna và sản xuất một ngôi mộ trên tường với Virtues phản ánh trong vài phút chi tiết về Cirta Virtues.
Vasari cho rằng ngôi mộ đã vượt quá ngân sách, tiêu tốn 1.000   florins, mặc dù không rõ ai đã che đi phần thừa. Mặc dù không rõ nguồn gốc cho tuyên bố này, nhưng nó đã đạt được sự tín nhiệm với các học giả hiện đại vì chỉ riêng hình nộm sẽ có giá 500   florin, nhưng độ chính xác của nó có thể được thực hiện với một hạt muối.

## Thiết kế

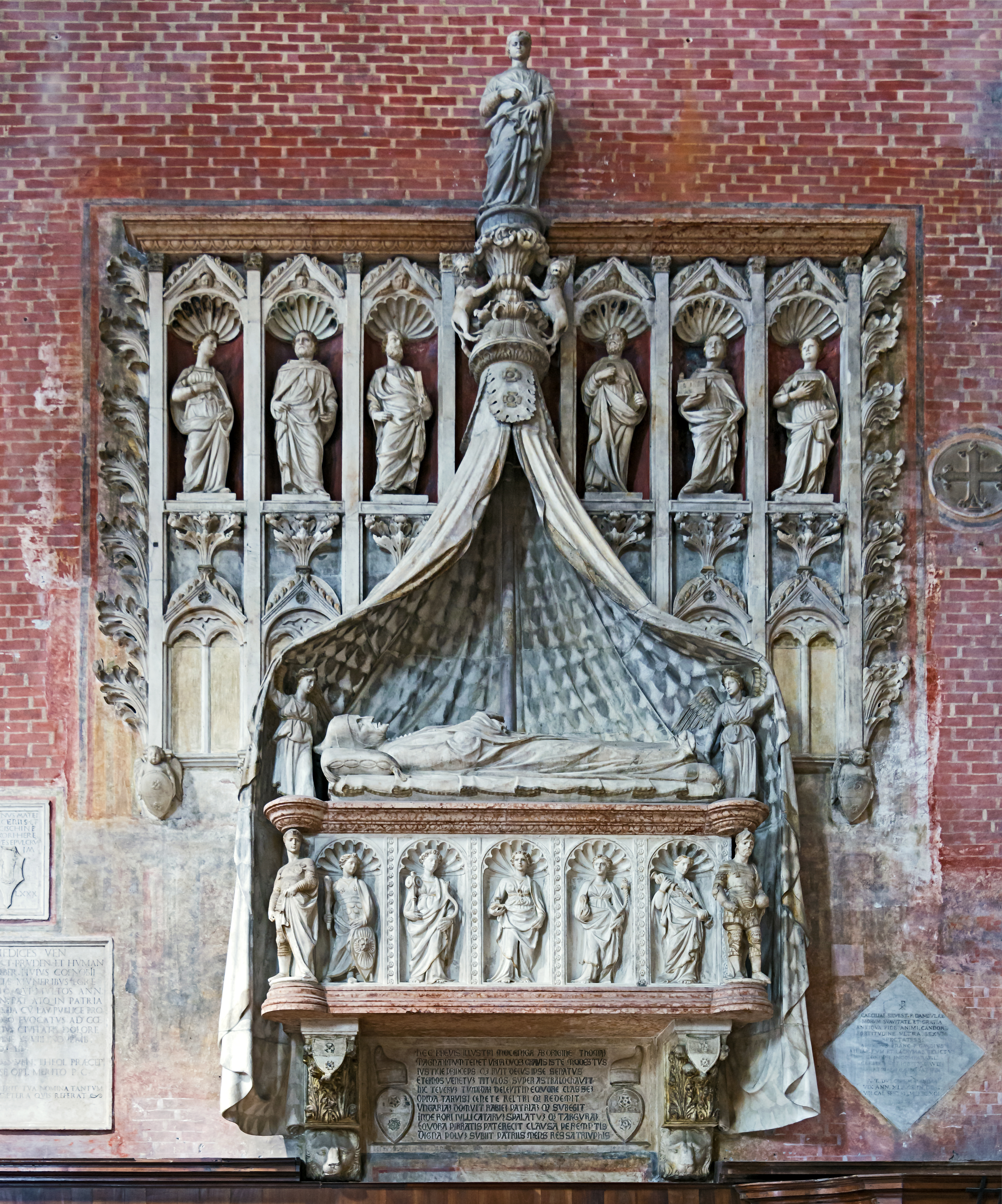
Ngôi mộ của người Venice hiện đại gần gũi của Doge Tommaso Mộcenigo, năm 1423.

Bí tích Rửa tội đã chứa ba cái quách: của Ranieri (mất năm 1113) và hai chiếc La Mã được tái sử dụng. Tuy nhiên, di tích lăng mộ ở chiều cao 7,32m dễ dàng trở thành tượng đài cao nhất trong Bí tích Rửa tội và tại thời điểm đó ở Florence. Firenze chứa một vài ngôi mộ, với một số ngoại lệ đáng chú ý, chẳng hạn như của Aldobrandino Ottobuoni.
Tượng đài lăng mộ thích nghi với các điều kiện do Calimala áp đặt và tích hợp với nội thất của Bí tích Rửa tội. Ngôi mộ trên tường được yêu cầu phải được đặt giữa hai cột Corinthian hiện tại giữa Cửa Bắc của Ghiberti và nhánh phía tây, tạo thành một phần ba của một trong những bức tường hình bát giác, gần bàn thờ và đối diện với Cửa Đông của Ghibert. Khung cảnh bắt đầu tượng đài ánh sáng, đặc biệt là khi cánh cửa của Phép Rửa được đóng lại, điều này thường xảy ra. Nó sẽ còn tối hơn nữa nếu nó không dành cho bức tường phía sau "màn hình" nhô ra 48,4 cm từ bức tường Rửa tội. Đá cẩm thạch trắng và nâu (và trắng nâu) tích hợp thêm cấu trúc với màu trắng và xanh lá cây đa sắc của nội thất Rửa tội. Một số học giả chấp nhận bản phác thảo màu của Buônaccorso Ghirberti là bằng chứng cho thấy "đa nguyên gốc" của ngôi mộ được tích hợp nhiều hơn, mặc dù những người khác cho rằng bản phác thảo quá không chính xác. Sự tương tác của tán với các cột và kiêu ngạo bị được hỗ trợ bởi cornice Nơi rửa tội làm cho ngôi mộ tượng đài tiếp tục "gắn bó với kiến trúc" xung quanh nó, ngay cả khi hôn nhân là sự kết hôn giữa người quý tộc và con gái bình dân. Ngoài hình nộm trên sarcophagus, tất cả các nhân vật điêu khắc khác đều ở trong sự nhẹ nhõm cao.
Mặc dù phong cách của tác phẩm hoàn toàn cổ điển hóa, hình thức tổng thể phản ánh loại lớn nhất của lăng mộ tường thời trung cổ của Ý, trong đó chồng chất thẳng đứng của một loạt các yếu tố khác nhau là đặc trưng. Điêu khắc gothic Ý luôn giữ lại những yếu tố đáng kể của chủ nghĩa cổ điển, và Donatello và Michelozzo không cần thiết phải áp dụng sơ đồ tổng thể nguyên bản từ Tino di Camaino (c.   1285 Ném1337), nhà điêu khắc người Sienan có những ngôi mộ trên tường của một thế kỷ trước đã có ảnh hưởng rất lớn trên khắp nước Ý. Một hình nộm bằng đá cẩm thạch kích thước thật nằm trên đỉnh của một sarcophagus nhô cao là rất điển hình. Các motif của rèm cửa ở phía trên thường được tìm thấy trong các di tích sử dụng chi tiết trang trí kiến trúc Gothic, và hình dạng tam giác nhớ lại hồi đỉnh của di tích trong một phong cách hơn triệt Gothic; các di tích khác có rèm cửa, thường được mở bởi các thiên thần, xung quanh hình nộm, và sau đó điêu khắc ở trên. Tượng đài Cossa thường được so sánh với tượng đài Doge Tommaso Mộcenigo của Venice, năm 1423, có các vị thánh cứu trợ cao trong các hốc vỏ trên và trên sarcophagus, trên đó có một cặp màn cửa lớn quét lên đến một thiết bị đầu cuối; tuy nhiên các chi tiết kiến trúc ở đây là Gothic. Bản thân thiết kế của lăng mộ Cossa đã được xây dựng và điều chỉnh theo các quy ước địa phương, trong ngôi mộ của cùng một nhóm cho Hồng y Brancacci ở Naples, và ảnh hưởng đến tượng đài của Leonardo Bruni bởi Bernardo Rossellino, khoảng 20   nhiều năm sau, tại Vương cung thánh đường Santa Croce, Florence.

### Căn cứ
Tấm nền, hoặc tháp của tượng đài lăng mộ nằm trên một bệ cao 38 cm, cách nhau bởi một giác mạc và khuôn lõm. Tháp cao 1,39m và rộng 2,02m, được trang trí với một phù điêu của người đứng đầu thiên thần có cánh (có lẽ seraphim) và vòng hoa và ruy băng.

### Đức tính

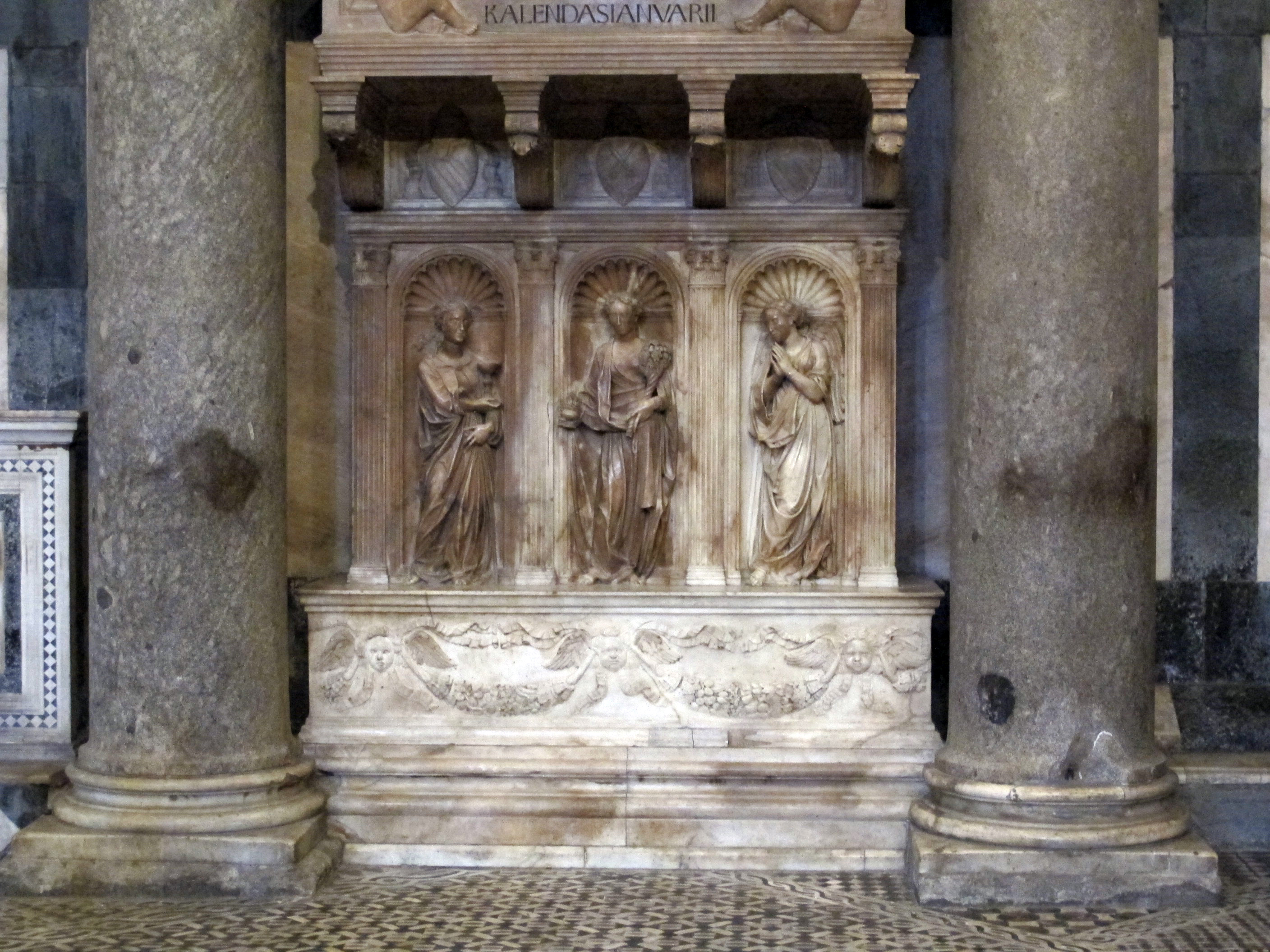
Đức hạnh của Michelozzo

Phía trên tháp, cách nhau bởi các giác mạc, là ba hốc Virtues từ trái sang phải, Faith, Charity và Hope hốc vỏ, được ngăn cách bởi bốn phi công sáo trúc Corinthian. Một motif như vậy là chưa từng có trong Tuscan mộ điêu khắc nhưng không tìm thấy vào ngày này tại Venice, Padua, và đặc biệt là có nguồn gốc Cossa của Napoli. Do đó, các chuyến du ngoạn đến Venice đã được đề xuất cho cả Michelozzo  và Donatello. Tuy nhiên, Janson gợi ý rằng một người "không cần phải đến tận Venice" để tìm những họa tiết như vậy. Bên ngoài Florence, Virtues là phổ biến trên các ngôi mộ, với Đức Hồng y được sử dụng cho giáo dân, và các đức tính thần học dành cho giáo hội, bao gồm cả lăng mộ Brancaccio. Tuy nhiên, Cossa Virtues, từ tóc đến dép, đều cổ xưa hơn. Donatello cũng đã sản xuất hai Virtues bằng đồng tương tự cho Phép Rửa Siena, có mối quan hệ về thời gian với Cirta Virtues không rõ ràng.
Cao 1,05m, ở bên phải của Charity, đang nắm giữ một chén Thánh, 1,07m Charity cao đang cầm một giác mạc và một lò than (hoặc bình hoa rực lửa); và 1,06m Hope cao, ở bên trái của Charity, có hai bàn tay siết chặt trong lời cầu nguyện. Nhân vật trung tâm của Charity là những yếu tố cổ xưa nhất, đồng hóa của các mô tả cổ điển của Abaleighia, Ceres và Juno, tất cả đều được miêu tả bằng giác mạc ở tay trái. Bên cạnh việc nhấn mạnh sự cổ xưa của di tích lăng mộ, mục đích chính của Virtues cao nhưng chưa hoàn thiện là đặt thêm khoảng cách dọc giữa người xem và hình nộm, có tác dụng tích lũy để làm nổi bật tính đặc thù của Cossa, ủng hộ giáo hoàng chung (tức là một dòng tiềm năng của giáo hoàng Florentine), bằng cách làm giảm bớt "tính trực tiếp" của bộ ba nói dối trong nhà nước, vốn chiếm ưu thế trên các ngôi mộ trên tường Quattrocento.

### Sarcophagus và dòng chữ
Phía trên Virtues, bốn bàn giao tiếp cổ điển được trang trí bằng lá cây acanthus hỗ trợ sarcophagus. Trong không gian ba bên giữa các bàn giao tiếp, từ trái sang phải là các cánh tay gia đình của Cossa với vương miện của giáo hoàng, áo choàng của giáo hoàng và cánh tay gia đình của Cossa với chiếc mũ của hồng y. Rilievo schiacciato (một loại phù điêu rất nông được tiên phong bởi Donatello) trên sarcophagus architrave (2,12 mét (6,96 ft) rộng và 0,7 mét (2,30 ft) cao) mô tả hai putti hoặc spiratelli ("linh hồn nhỏ") đang mở một tờ giấy da lớn, có lẽ theo phong cách của một bản tóm tắt của giáo hoàng. Putti (hoặc spiratelli) chia sẻ nhiều đặc điểm với các đối tác cổ xưa của họ, ngoại trừ chân bắt chéo.
| Nguyên văn: IOANnES QVOnDAM PAPA XXIIIus. OBIIT FLORENTIE A NnO DomiNI MCCCCXVIIII XI KALENDAS IANVARII | Dịch ra tiếng Việt: Cựu giáo hoàng Gioan XXIII. Mất tại Florence 1419 CN, vào ngày 11 tháng Một lịch Kalends |

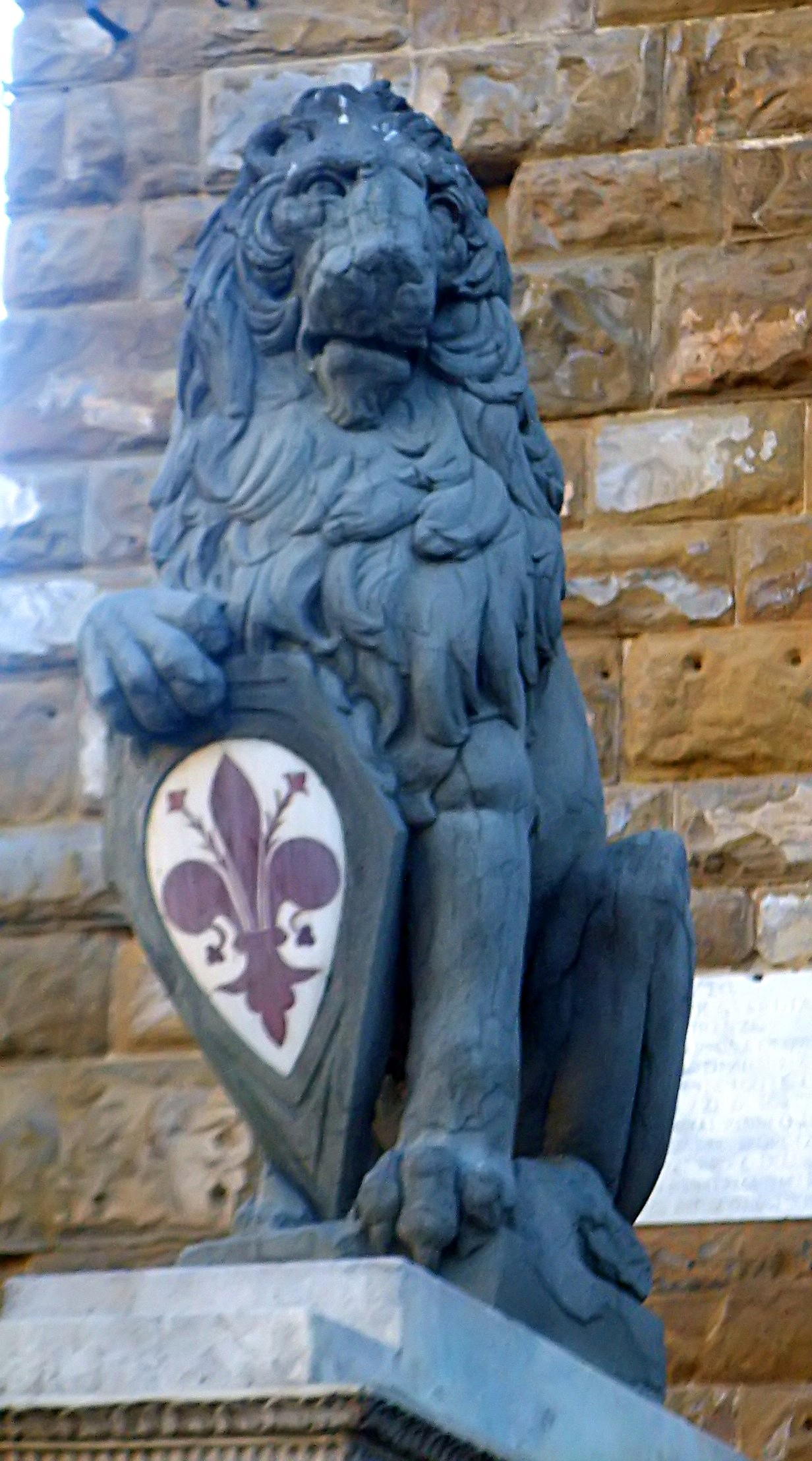
Marzocco là một biểu tượng của sự cai trị Florentine.

Giáo hoàng Martin V đã phản đối một phần của dòng chữ khắc "IOAN n ES QVO n DAM PAPA" vì ông nghĩ rằng nó ám chỉ Cossa đã chết với tư cách một giáo hoàng (tiếng Latin: quondam có nghĩa là "trước" hoặc "cuối"). Việc sử dụng "olim Papa", như thường thấy trong nhiều tài liệu đương đại, thay vì "quondam Papa" có lẽ đã phớt lờ sự phản đối của Martin V. Thay vào đó, chính Martin đề nghị thay vào đó, Cossa được xác định là một hồng y Neapolitan, do đó nhấn mạnh thay vào đó là sự phục tùng của ông. Các nguồn tin đương thời cho biết Signoria bắt chước câu trả lời của Pontius Pilate liên quan đến dòng chữ trên thập giá của Chúa Kitô: "Những gì được viết, được viết". Bản thân Martin V đã được chôn cất bên dưới một tấm sàn bằng đồng chưa được trang trí, ví dụ duy nhất được biết đến của một tượng đài giáo hoàng hai chiều, mặc dù cũng là nơi đầu tiên được đặt ở gian giữa của một vương cung thánh đường lớn, Vương cung thánh đường St John Lateran ở Rome, và đúc bằng đồng.
Theo Avery, Sự thăng thiên của Chúa Kitô của Donatello và trao chìa khóa cho Thánh Peter có thể được dự định để chia sẻ mặt trước của sarcophagus, củng cố thêm các hiệp hội giáo hoàng, được tạo ra bằng cách hẹn hò với cái chết của Cossa bằng cách sử dụng La Mã cổ đại Lịch của tháng giêng, điều không phổ biến trên các ngôi mộ Florentine, nhưng được sử dụng trong các giáo hoàng.

### Siêng năng
Trên đỉnh sarcophagus, bia của hình nộm được hỗ trợ bởi những con sư tử có hình dạng bắt chước giao diện điều khiển Trecento. Những con sư tử có thể dựa trên Florentine Marzocco, như thể để đánh dấu Gioan XXIII theo cách tương tự như một quốc gia thành phố bị chinh phục. Khi Marzocco của Donatello cho căn hộ của giáo hoàng ở Santa Maria Novella đã truyền đạt sự lạc quan của Florence đối với Martin V (vừa là nguồn uy tín bằng cách viếng thăm, vừa là đối thủ tiềm tàng của Cộng hòa), những con sư tử ủng hộ bối cảnh của tượng đài cho sự tuyên bố của Gioan XXIII đến giáo hoàng bằng cách củng cố nó như một yêu sách của người Firenze. Tuy nhiên, bất kỳ sự giải thích mang tính biểu tượng nào của những con sư tử đều phải được thực hiện bằng một hạt muối vì sư tử là lăng nhăng về mặt tượng trưng, và cũng được xem là hỗ trợ cho các ngôi mộ trước đó, như của Lapo de 'Bardi (d.   1342) trong Bargello.

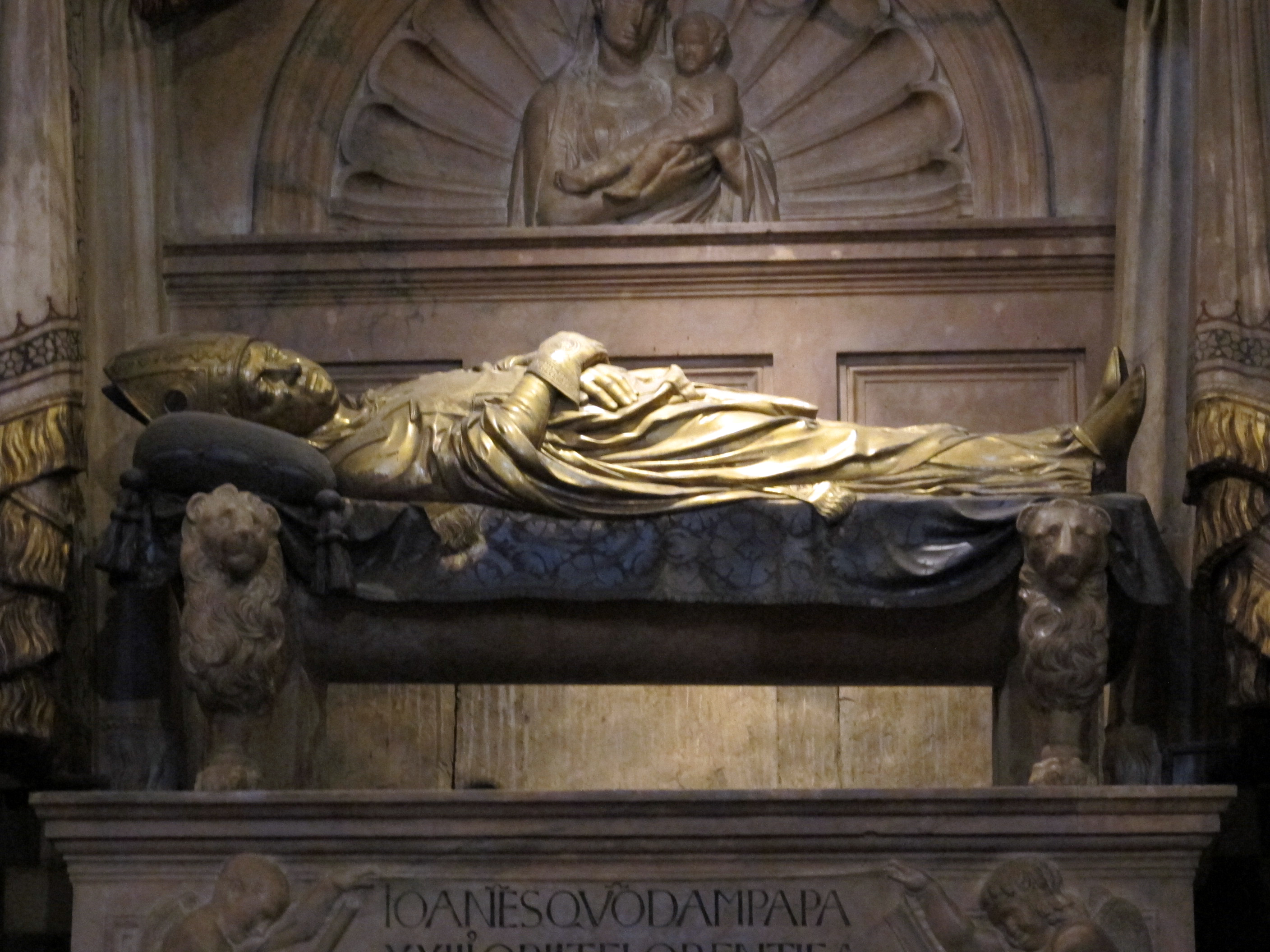
Sarcopagus với gisant antipope

Bier và pall trải rộng trên nó nghiêng về phía người xem với con sư tử đỡ đầu đứng 2 cm hoặc ngắn hơn, tăng khả năng hiển thị của hình nộm, đặc biệt là đầu. Bản thân hình nộm bằng đồng mạ vàng, kích thước thật không cố gắng tranh luận về tình trạng giáo hoàng của Cossa, mặc quần áo rõ ràng cho Cossa trong trang phục của một hồng y; bộ đồ giường mà nó nằm trên được làm bằng đồng không mạ vàng. Việc mở vào thế kỷ 16 của chiếc quách đã xác nhận rằng quần áo chôn cất thực sự của Cossa phù hợp với hình nộm. Không có tiền lệ cho một hình nộm bằng đồng mạ vàng ba chiều trên một tượng đài lăng mộ Ý; tuy nhiên, có một bức tượng cao 1,83 m bằng đồng mạ vàng trên ban công của tòa tháp Palazzo della Briada ở Bologna do Giáo hoàng Bônifaciô VIII ủy quyền.
Một số học giả cho rằng Donatello đã tạo ra hình nộm với sự trợ giúp của mặt nạ tử thần, nhưng những người khác không đồng ý.

### Mái hiên
Đằng sau hình nộm là tháp cao 1,34m ba bên với các đường viền đúc chìm hỗ trợ giác mạc và được đóng khung bởi hai người hành hương Corinthian bổ sung. Trên nó thuộc về một đầu cột của Madonna and Child trên một nửa mặt nhật, một lời cầu bàu-motif tiêu biểu tượng trưng cho một ngôi mộ. Phía trên hình nộm và Madonna là một mái vòm kiến trúc mạ vàng được trang trí bằng những bông hoa có hoa văn, mang đến sự tự hào khi được hỗ trợ bởi chiếc nhẫn bằng đồng có gân, không thể cho trọng lượng của nó. Mc Ham  cho rằng tán cây dựa trên "Mái vòm thiên đường", và do đó, baldacchino của sự lên ngôi của giáo hoàng. Tuy nhiên, Lightbown  nhấn mạnh rằng tán cây hai đỉnh được lặp lại với các trụ không phải là một baldacchino, mà là một tán cây thế tục.

## Ghi công

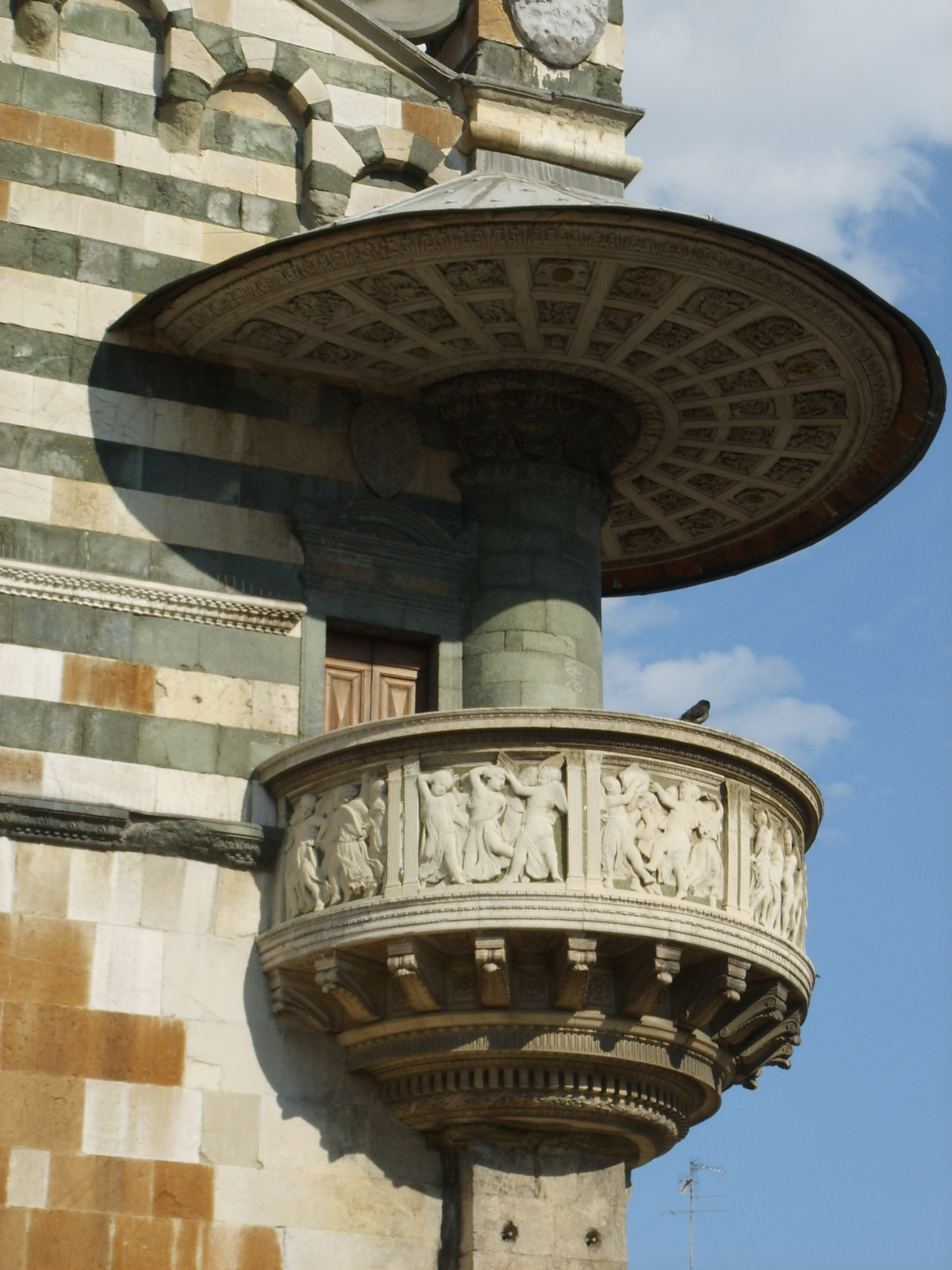
Ban công bên ngoài cho Duomo of Prato, một sự hợp tác khác của Donatello và Michelozzo

Tượng đài lăng mộ là sự hợp tác đầu tiên giữa Donatello và Michelozzo, người tiếp tục cộng tác trên lăng mộ của Hồng y Rainaldo Brancacci trong Nhà thờ Sant'Angelo a Nilo ở Naples, lăng mộ của Bộ trưởng Giáo hoàng Bartolomeo Aragazzi, nơi hiện là Duomo của Montepulciano và bục giảng bên ngoài của Duomo of Prato. Vào thời điểm hợp tác của họ, Donatello đã nổi tiếng với những bức tượng tiên tri và thánh của ông cho Duomo và Orsanmichele, trong khi Michelozzo mơ hồ hơn. Cả hai đã làm việc một thời gian cho Ghiberti, người có xưởng sau đó dẫn đầu điêu khắc Florentine.
Gần như mọi yếu tố của tượng đài lăng mộ đã được quy cho cả Donatello và Michelozzo bởi các nhà sử học nghệ thuật khác nhau. Những đặc điểm này chủ yếu là lợi ích lịch sử: ghi công cho Donatello là một dấu hiệu cho thấy những gì được đánh giá bởi mỗi nhà bình luận hơn bất kỳ tiêu chí khách quan nào; thông thường, các khía cạnh được quy cho Michelozzo một cách rõ ràng bởi vì chúng "được thực hiện kém hơn".

Mô tả từ 1475 đến 1568 thuộc tính tất cả các ngôi mộ ngoại trừ con số của Faith cho Donatello. Một số nguồn hiện đại đảo ngược sự phân đôi này, quy tất cả các ngôi mộ cho Michelozzo ngoại trừ hình nộm bằng đồng mạ vàng. Một số nguồn tín dụng Donatello chỉ với hình nộm bằng đồng. Theo Janson, về công việc bằng đá cẩm thạch, chỉ putti mới có thể được quy cho "bàn tay của Donatello". Những thiếu sót được cho là của Donatello trong việc đúc hoặc trong kiến trúc đã được đề xuất là lý do cho sự hợp tác của ông với Michelozzo, ngoài lịch trình bận rộn của ông.